# Stephan von Schönefeld
Stephan von Schönefeld, auch von Schonefeld oder von Schonevelde, (* im 16. Jahrhundert; † 11. März 1632) war ein Arzt und Ichthyologe.

## Leben und Wirken
Stephan von Schönefeld war der Sohn eines gleichnamigen Arztes und Chirurgen, der am 19. Januar 1600 in Hamburg starb und dort zuvor auch praktizierte. Der Vater war seit 1573 Hamburger Bürger und verheiratet mit Gertrud, geborene Schröder. Die Mutter, deren Vater Joachim Schröder hieß, starb im April 1591 in Hamburg. Da Vater und Sohn Schönefeld den gleichen Namen hatten und beide als Arzt arbeiteten und zudem nur wenig Quellen existieren, wurden sie in der Literatur häufig miteinander verwechselt.
Kindheit und Jugend von Schönefelds sind nicht dokumentiert. Sein Matrikeleintrag als Stephanus Schoonuelt an der Universität Rostock datiert auf den Juni 1581. Er lernte bei Pieter Paaw und übernahm 1588 bei einer seiner Disputationen über die Entstehung der Milch die Position des Respondenten. Am 24. April 1589 wurde er bei Heinrich Brucaeus zum Dr. med. promoviert. In seiner Dissertation beschäftigte er sich mit dem Skorbut. Er wählte dieses Thema sicherlich, da sein Doktorvater Paracelsus und dessen Theorien zur Astrologie entschieden ablehnte und schon 1576 über Skorbut publiziert hatte.
Von Schönefeld arbeitete danach als niedergelassener Arzt in Hamburg. Aufgrund guter Heilerfolge galt er schnell als renommierter Mediziner. In den 1590er Jahren reiste er längere Zeit gemeinsam mit seinem Freund Hieronymus Vogeler, der später Bürgermeister von Hamburg wurde. Beide besuchten Italien, Österreich und Frankreich. Gemäß dem Prövenbuch (Spendenbuch) der Schonenfahrer reiste von Schönefeld 1579 nach Schleswig. Johann Adolf von Schleswig-Holstein-Gottorf ernannte ihn 1603 zu einem von zwei Leibärzten. 1603 wurde er nochmals bestallt bei deutlich höherem Gehalt. Da er 1610 und 1614 den Großteil des Grundbesitzes seines Vaters in Hamburg veräußerte, ging er wohl davon aus, dauerhaft am gottorfischen Hof zu Leben.
Der Herzog bat von Schönefeld, die Fischwelt der Region zu erforschen. Von Schönefeld beschäftigte sich hiermit intensiv, konnte die Studien jedoch nicht vor dem Ableben des Herzogs 1616 vollenden. Dessen Sohn und Nachfolger Friedrich III. beurteilte von Schönefeld als treuen Leibarzt seines Vaters und ließ ihm einige Exemptionen zuteilwerden. Er selbst wählte jedoch andere Leibärzte und erlaubte von Schönefeld, das Herzogtum zu verlassen. Der Mediziner ging 1616 oder kurze Zeit später erneut nach Hamburg.
In Hamburg arbeitete von Schönefeld erneut ichthyologisch. Er nutzte den Hamburger Fischmarkt, um dort umfangreich angebotene Arten zu studieren. Auf das Jahr 1624 datiert die so entstandene Ichthyologia et nomenclatura animalium marinorum, fluviatilium, lacustrium. Das 87 Seiten umfassende Werk enthält sieben Kupferstiche. Von Schönefeld arbeitete teils mit bereits existierenden Quellen, nahm aber auch mehrere Erstbeschreibungen von Arten vor. Außerdem sorgte er für eine systematische deutsche Namensgebung. Der Autor ordnete die Wale den Säugetieren zu. Er könnte damit der erste, aber sicherlich einer der ersten Forscher gewesen sein, die dies taten. Er beschrieb insgesamt 425 Arten von Wasserlebewesen und schuf somit ein bedeutendes frühes Dokument der norddeutschen Naturgeschichte.
Von Schönefelds Vermögen reichte aus, um sich zwischen 1612 und 1623 als Gesellschafter an fünf größeren Deichbauvorhaben an der Nordseeküste Schleswig-Holsteins zu beteiligen. Nach dem Jahr 1624, in dem sein Buch erschien, ist sein weiteres Leben unbekannt. Aufgrund des Erscheinungsdatums und dem Ende der Gesellschaftertätigkeiten im Jahr zuvor nahmen viele Historiker an, dass das Buch posthum erschienen sei. Es existiert jedoch ein Eintrag im Rentebuch von Sankt Jacobi. Gemäß diesem Dokument bekam von Schönefeld eine Rente, die nach seinem Ableben auf seine Söhne übertragen wurde.

## Familie
Von Schönefeld war in erster Ehe verheiratet mit Magdalena Hasenkrog, die im August 1611 in Schleswig starb und eine Tochter von Claus Hasenkrog war. Von Schönefeld heiratete danach erneut eine Frau unbekannten Namens. Er hatte eine Tochter und zwei Söhne.

## Werke
- Propositiones sequentes De Scorbuto. Rostock: Möllemann 1689 (Diss., VD16 B 8441)

Digitalisat, Staatsbibliothek Berlin
- Ichthyologia Et Nomenclaturae Animalium Marinorum, Fluviatilium, Lacustrium, Quae In Florentissimis Ducatibus Slesvici Et Holsatiae & celeberrimo Emporio Hamburgo occurrunt triviales … Bibliopolio Heringiano, Hamburgi 1624
 Digitalisat, Staats- und Universitätsbibliothek Hamburg